# Lee Roy Selmon
Lee Roy Selmon (* 20. Oktober 1954 in Eufaula, Oklahoma; † 4. September 2011 in Tampa, Florida) war ein US-amerikanischer American-Football-Spieler in der National Football League. Er spielte als Defensive Tackle und Defensive End bei den Tampa Bay Buccaneers.

## Jugend
Lee Roy Selmon wurde als Sohn von Jessie und Lucious Selmon Senior in Eufaula, Oklahoma, geboren. Er wuchs zusammen mit seinen acht Geschwistern auf einer Farm auf. Er besuchte in seiner Geburtsstadt die Highschool und machte dort im Jahr 1971 seinen Abschluss. 

## Spielerlaufbahn

### Collegekarriere

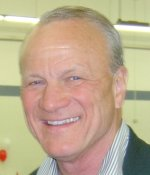
Barry Switzer

Lee Roy Selmon studierte von 1972 bis 1975 an der University of Oklahoma und spielte dort bei den Oklahoma Sooners als Defensive Tackle. Für die Mannschaft aus Oklahoma spielten zeitweise auch seine beiden Brüder Dewey und Lucious Selmon. Im Jahr 1973 übernahm Barry Switzer das Amt des Head Coachs. Ein Jahr später gewannen die Sooners alle 11 Spiele der Regular Season. Das College-Team wurde daraufhin zum nationalen Meister erklärt. 1975 verloren die Sooners eines von zwölf Spielen und gewannen mit 14:6 den Orange Bowl gegen die University of Michigan. Sowohl im Jahr 1974 als auch im Jahr 1975 wurde Selmon zum All-American gewählt. 1975 wurde er zudem mit der Outland Trophy für den besten Defensive-Line-Spieler oder Offensive-Line-Spieler der Saison und mit dem Lombardi Award ausgezeichnet.

### Profikarriere
Im Jahr 1976 wurde Lee Roy Selmon von den Tampa Bay Buccaneers Eagles in der ersten Runde an erster Stelle gedraftet. Das Jahr 1976 war das erste Spieljahr der Buccaneers in der National Football League (NFL). Das Team unter Head Coach John McKay verlor in diesem Jahr alle 14 Spiele. Allerdings war für Ron Wolf, den damaligen General Manager der Buccaneers, der Draft von Selmon im Nachhinein der beste Draftpick in seiner Karriere. Erst nach zwölf weiteren Niederlagen konnte Selmon mit seiner Mannschaft im Jahr 1977 das erste Mal ein Spiel siegreich gestalten. Die Buccaneers setzten sich mit 33:14 am vorletzten Spieltag gegen die New Orleans Saints durch. In der Saison 1979 gewann das Team um Selmon und Quarterback Doug Williams in der Regular Season zehn von 16 Spielen. Im folgenden Divisional-Play-off-Spiel konnten die Philadelphia Eagles mit 24:17 besiegt werden. Selmon konnte in dem Spiel den gegnerischen Quarterback Ron Jaworski zweimal zu Boden bringen. Das anschließende NFC Championship Game gegen die Los Angeles Rams ging mit 9:0 verloren. Nach neun Siegen aus 16 Spielen konnte Selmon mit dem Team aus Florida im Jahr 1981 erneut in die Play-offs einziehen. Im Divisional-Play-off-Spiel gegen die Dallas Cowboys gelang es Selmon, den Quarterback der Cowboys Danny White hinter der Line of Scrimmage zu Fall zu bringen, konnte damit aber die deutliche 38:0-Niederlage seiner Mannschaft nicht verhindern. 1982 scheiterten die Buccaneers nach fünf Siegen bei vier Niederlagen während der Regular Season im Wildcard-Spiel erneut mit 30:17 an den Dallas Cowboys. Selmon gelang auch in diesem Spiel ein Sack. Nach der Saison 1984 beendete Lee Roy Selmon seine Laufbahn.

## Nach der Spielerlaufbahn
Lee Roy Selmon arbeitete nach seiner Laufbahn in einer Bank und eröffnete später seine eigene Restaurantkette Lee 63 Roy Selmon’s. Ab 1993 war er stellvertretender Sportdirektor an der University of South Florida. Im Jahr 2001 übernahm er schließlich das Amt des Sportdirektors. Selmon war sozial engagiert. Er war verheiratet und hatte drei Kinder. Lee Roy Selmon starb im Jahr 2011 an einem Hirnschlag. Er ist auf dem Trice Hill Cemetery in Oklahoma City beerdigt.

## Ehrungen
Lee Roy Selmon wurde fünfmal zum All Pro gewählt und spielte sechsmal im Pro Bowl, dem Abschlussspiel der besten Spieler einer Saison. Er ist Mitglied in der Pro Football Hall of Fame, in der College Football Hall of Fame, im NFL 1980s All-Decade Team, in der Oklahoma Sports Hall of Fame und ist im Raymond James Stadium, der Spielstätte der Tampa Bay Buccaneers, auf dem Tampa Bay Buccaneers Ring of Fame verewigt. Zudem haben die Buccaneers seine Trikotnummer gesperrt. 1979 wurde er aufgrund seiner sportlichen Leistungen zum NFL Defensive Player of the Year gewählt. Der Bundesstaat Florida benannte eine Autobahn und die University of South Florida benannte nach seinem Rücktritt als Sportdirektor im Jahr 2004 eine Sporthalle nach ihm.